# Quedius amplissimus
Quedius amplissimus (лат.) — вид коротконадкрылых жуков рода Quedius из подсемейства Staphylininae (Staphylinidae). Палеарктика (Россия и Иран).

## Описание
Мелкие жуки с укороченными надкрыльями и удлиненным телом. Этот вид не изучался с момента его первоначального описания, которое было основано на единственной самке из Крыма «der Umgebung von Sebastopol» (Bernhauer 1912). Автор указал, что вид похож на Q. brevicornis. Gridelli (1924) поместил этот вид рядом с Q. fulgidus и в основном повторил заметки из оригинального описания. Jarrige (1971) указал Q. amplissimus из Ирана на основании единственной самки без каких-либо комментариев в поддержку своей идентификации. По высококачественным фотографиям голотипа самки, доступным в онлайн-базе данных типов жуков Field Museum, видно, что Q. amplissimus может быть конспецифичен с Q. brevicornis.